# لسلی اس. هیسکات
لسلی اس. هیسکات (انگلیسی: Leslie S. Hiscott؛ ۲۵ ژوئیهٔ ۱۸۹۴ – ۳ مهٔ ۱۹۶۸) تهیه‌کننده، کارگردان فیلم و فیلم‌نامه‌نویس اهل بریتانیا بود.

از فیلم‌ها یا مجموعه‌های تلویزیونی که وی در آن‌ها نقش داشته است، می‌توان به مخمصه اشاره نمود.